# فريدريك بيلي (لاعب كريكت)
فريدريك بيلي (2 نوفمبر 1919 في المملكة المتحدة - 8 مايو 1985) (بالإنجليزية: Frederick Bailey)‏ هو لاعب كريكت بريطاني وبريطاني (وحمل سابقاً جنسية المملكة المتحدة لبريطانيا العظمى وأيرلندا). لعب مع المقاطعات الوطنية للكريكيت الإنجليزي والويلزي ‏ ونادي مقاطعة ستافوردشاير للكريكت ‏.

## وصلات خارجية
- فريدريك بيلي على موقع إي آس بي آن كريك إنفو (الإنجليزية)